# Turó de Valldaura
El Turó de Valldaura és una muntanya de 421 metres de la serra de Collserola, entre els municipis de Barcelona i Cerdanyola del Vallès.
Al cim hi ha instal·lada una torre de vigilància contra els incendis, i hi ha una pista pavimentada per accedir-hi.